# Sándor Cséfai
Sándor Cséfia (Boedapest, 13 juli 1904 – Boedapest, 2 september 1984) was een Hongaars handballer.
Op de Olympische Spelen van 1936 in Berlijn eindigde hij op de vierde plaats met Hongarije. Cséfia speelde drie wedstrijden.
Antal Benda · Sándor Cséfai · Ferenc Cziráki · Miklós Fodor · Lőrinc Galgóczi · János Koppány · Lajos Kutasi · Tibor Máté · Imre Páli · Ferenc Rákosi · Endre Salgó · István Serényi · Sándor Szomori · Gyula Takács · Antal Újváry · Ferenc Velkey
- International Standard Name Identifier: 0000 0000 7966 5945
- Virtual International Authority File: 121363030